# フランス国立中央文書館

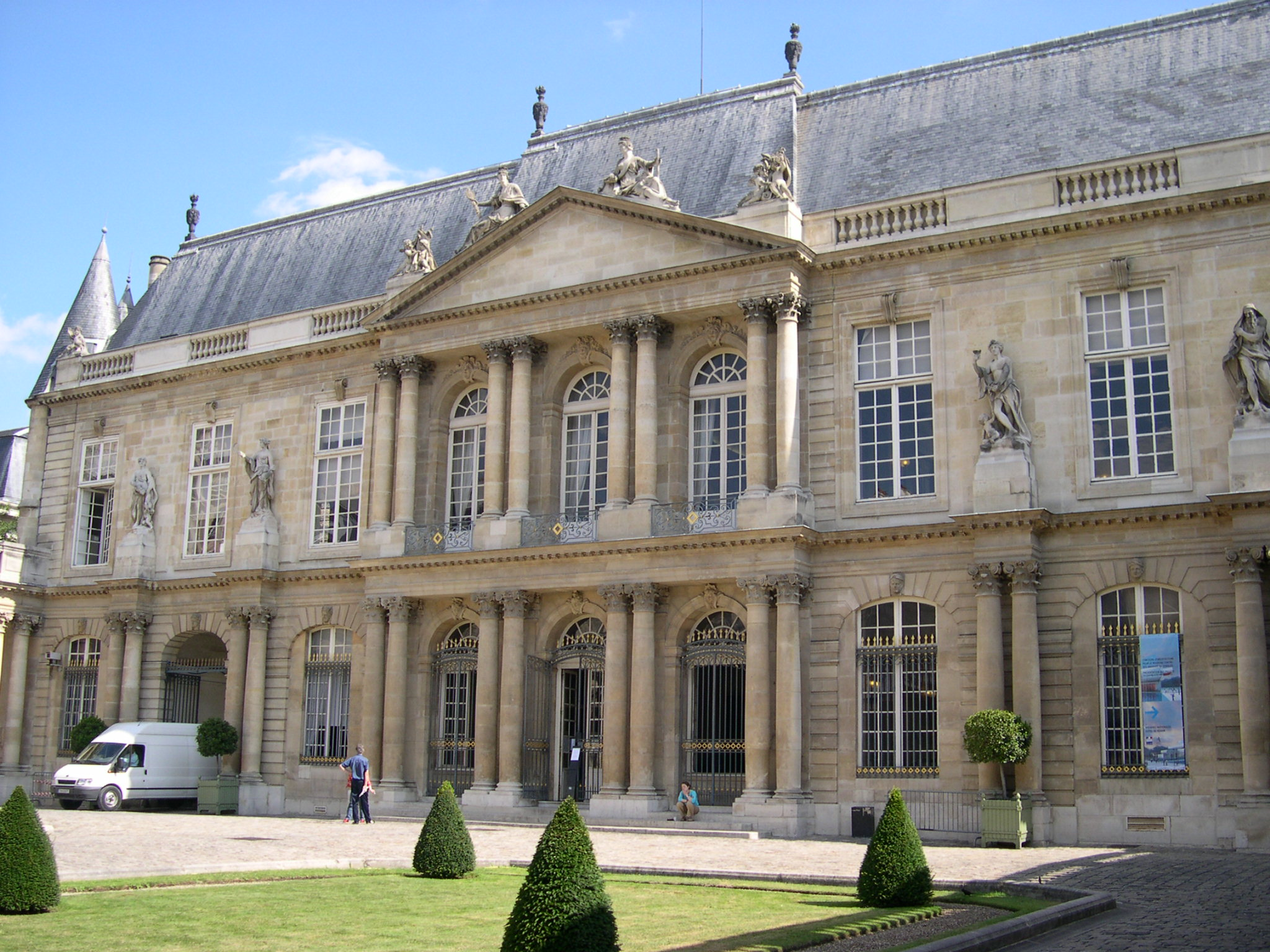
主な建物の正面（2005年7月）

フランス国立公文書館（フランスこくりつこうぶんしょかん、Archives Nationales）は、史料の保存・閲覧のため、フランスのパリに設けられた国立文書館。

## 特徴
フランスの文書館制度の特徴は、この中央文書館を頂点にピラミッド型の行政組織に対応して、県のレベルでは「県文書館、Archives Départementales」、市町村のレベルでは「市町村文書館、Archives Communales」（そのうち、規模の大きい主要都市の文書館は「都市文書館、Archives Municipales」として別個に扱われることがある）が設置され、整然とした史料保存体制が全国的に整えられていることである。これは、フランス革命に際し、旧体制の下における国王文書、官庁文書、教会文書、領主文書などが、一括して国家の手に帰したためであり、ヨーロッパ諸国の文書館制度のなかでも独特のものといえるが、とりわけ日本の貧弱な文書館制度とは対照的である。国立中央文書館、県文書館、市町村文書館は、「文書館総局、Direction desArchives」の監督下に置かれているが、この他に外務省、陸軍省、コンセイユ・デタ（国務院）、パリ警視庁などは別個の文書室を持ち、豊かな史料の所蔵で知られている。

## 歴史
国立中央文書館の設立は、フランス革命期の1790年にその構想が固まり、1794年の法令で正式に設置が定められた。1808年、ナポレオンの下で、貴族館が建ち並んでいたマレー地区の一画を占めている、ジェルマン・ボフランが設計したロココ様式の代表作であるスービーズ館、Hôtel de Soubiseが文書館にあてられることになり、現在では国立古文書館および歴史博物館になっている。なお、1821年には、国立古文書学校も設立され、その卒業生が古文書の専門官として、中央文書館をはじめ全国の県文書館にも配属され、フランスの文書館制度は一段とレベルを高めることとなった。

## 収蔵
国立文書館には、中央の公文書や全国に及ぶ広域的史料が保存されるが、1789年を境に、革命前の部門と革命後の部門に大別される。前者には、中世以来、王室文書室、Trésor des Chartesとして収集保存されてきた国家文書をはじめとして、国務会議記録、革命前の諸官庁文書など重要なものが多く、また、パリ高等法院とシャトレ裁判所の膨大な文書もここに収蔵されている。後者には、革命議会の記録に始まり、革命期以来の公文書が集積されており、また最近は、企業資料など私文書の重要性が注目を集めているところから、私文書部門も急速に拡充されている。国立文書館の付属施設として、隣接するロアン館に設けられている「パリ公証人記録中央保存所、Minutier Central des Notaires Parisiens」には、9000万点に及ぶ公証人文書が寄託されており、経済史・社会史研究の宝庫となっている。史料館の整備が歴史研究にもたらすものは極めて大きい。